# Pirámide del Museo del Louvre
La Pirámide del Louvre (en francés: pyramide du Louvre) es una pirámide de vidrio y metal situada en el centro del cour Napoléon del Museo del Louvre de París (Francia), que alberga la entrada principal del museo. Fue inaugurada una primera vez por el presidente de Francia François Mitterrand el 4 de marzo de 1988, y una segunda vez el 29 de marzo de 1989.
Encargada por François Mitterrand en 1983, la pirámide fue diseñada por el arquitecto chino-estadounidense Ieoh Ming Pei. Nació el 26 de abril de 1917 y falleció el 15 de mayo de 2019; a los 18 años emigró a EE. UU. Fue en la década de los 80 cuando creó esta obra.  La estructura metálica que sostiene el revestimiento de vidrio está hecha de acero y aluminio y pesa 200 toneladas; tiene una altura de 21.64 metros sobre una base cuadrada de 35.42 metros de lado. Está recubierta con 603 rombos y 70 triángulos de vidrio y fue la primera gran construcción que utilizó el vidrio laminado. La pirámide suscitó una gran controversia cuando se presentó el proyecto en 1984.

## Contexto
El 24 de septiembre de 1981, el presidente de la República François Mitterrand anunció en una conferencia de prensa su intención de instalar el Museo del Louvre en la totalidad del palacio homónimo, una parte del cual estaba entonces ocupada por el Ministerio de Finanzas. El objetivo de Mitterrand era hacer del Louvre un «museo de masas» e iniciar una revolución museográfica. En octubre de 1982, Émile Biasini fue nombrado responsable del proyecto Grand Louvre, que se enmarcaba dentro de los grands travaux de François Mitterrand, idea que fue lanzada el 27 de julio de 1981. Sin recurrir al procedimiento del concurso de arquitectura ni de licitación, François Mitterrand escogió al arquitecto Ieoh Ming Pei, que aceptó el encargo en junio de 1983 y propuso un proyecto que contemplaba utilizar el cour Napoléon como nueva entrada central del museo (la creación de un vestíbulo central era una mejora necesaria desde hace mucho tiempo para facilitar el acceso del público, que se hacía por la puerta del ala Denon, entrada insuficiente para un proyecto de tal tamaño), que daría acceso no solamente a las salas existentes, sino también a los espacios liberados del ala Richelieu.

### Una idea que data delsigloXIX
La construcción de una pirámide en el cour Napoléon fue propuesta inicialmente para las celebraciones del centenario de la Revolución francesa (con un proyecto de pirámide ciclópea del arquitecto Louis Ernest Lheureux de estilo neo-azteca). También se encuentra esta idea en un pequeño fascículo titulado Mémoires sur deux grandes obligations à remplir par les Français («Informe sobre dos grandes obligaciones a cumplir por los franceses»), escrito por Bernard François Balzac y editado en 1809. Una de estas obligaciones era la de construir una pirámide en el patio del Louvre, que sería un monumento nacional de reconocimiento al emperador Napoleón. Es posible que el arquitecto Ieoh Ming Pei conociera esta propuesta cuando escogió la forma de una pirámide.

### Gestión de la propuesta

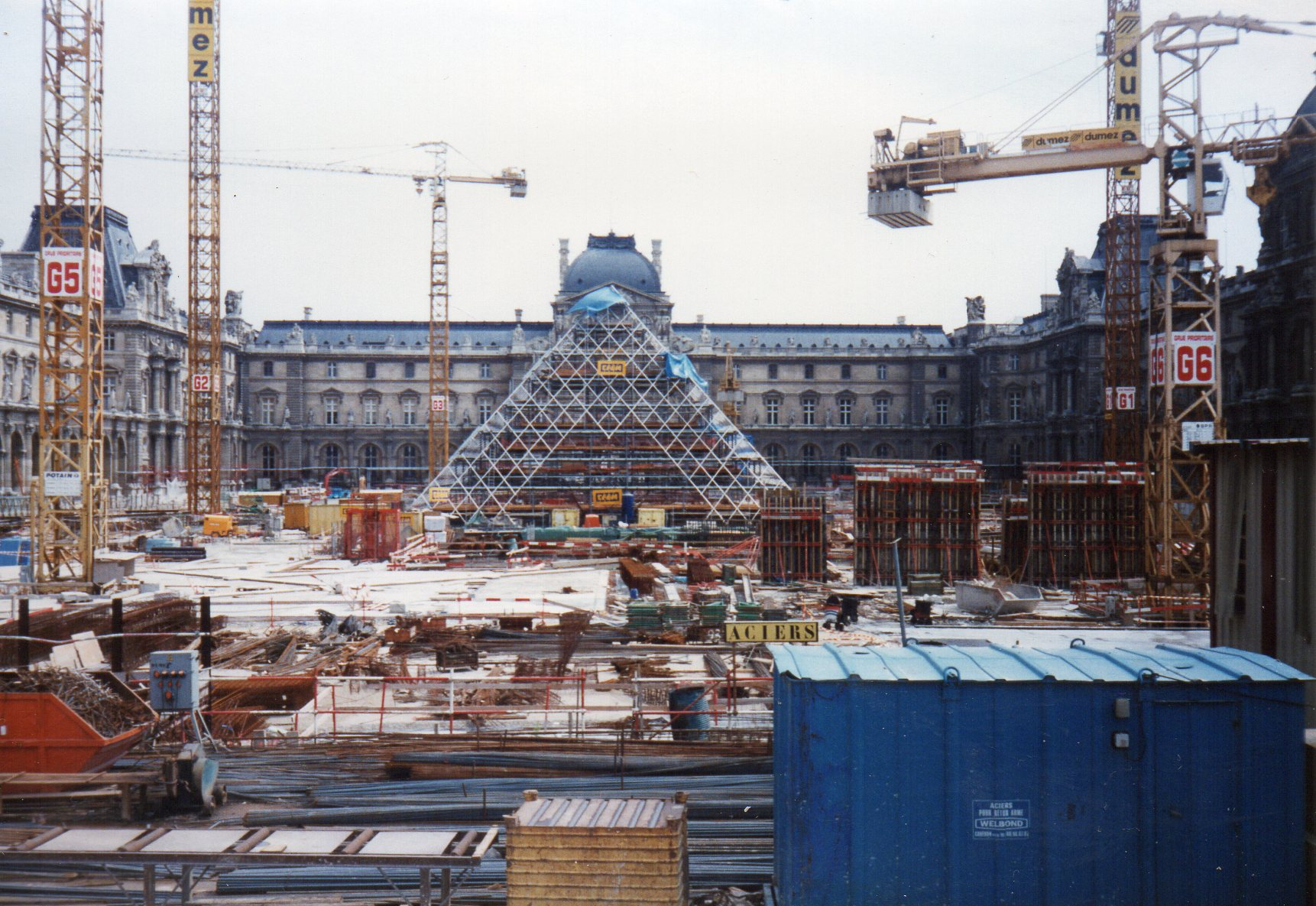
La pirámide en 1987.

Presente desde el primer proyecto presentado a François Mitterrand por Ieoh Ming Pei el 21 de junio de 1983, la pirámide fue integrada en su proyecto definitivo en 1984: el objetivo era construir un gran vestíbulo de entrada luminoso con una forma que creara un contraste con los edificios de los alrededores. Marcel Herfray, comisario del gobierno y adjunto principal de la administración central, era el director jurídico de la operación.

### Construcción
La Pirámide del Louvre fue construida entre 1985 y 1989. Fue inaugurada una primera vez el 4 de marzo de 1988 por François Mitterrand, y posteriormente una segunda vez el 29 de marzo de 1989, con ocasión de su apertura al público, en una ceremonia más modesta, con corte de cinta, en presencia del presidente.

## Controversias
El anuncio oficial del proyecto tuvo lugar en la audición de Ieoh Ming Pei del 23 de enero de 1984 ante la Comisión Nacional de Monumentos Históricos, de la cual salió descontento ante la perplejidad de los miembros de la Comisión. El proyecto fue hecho público el día siguiente con el siguiente titular de France Soir: «El nuevo Louvre causa ya escándalo». Publicada en la primera página del periódico, la foto de la pirámide suscitó una gran polémica. Una gran parte de la prensa fue crítica: «Grado cero de arquitectura» según Pierre Vaisse de Le Figaro, «Llamada a la insurrección» para Jean Dutourd. Los adversarios del proyecto, como el historiador del arte André Fermigier —que escribió un violento editorial titulado «El zircón»—, compararon la pirámide con una «casa de los muertos», con un «embudo», o con un objeto directamente salido de «Disneyland» o de un «parque de atracciones». Son numerosos los que afirmaron que este edificio futurista era de un estilo internacional, y algunos lo calificaron de «solución comodín» fuera del contexto clásico del Louvre. La pirámide impide ver el edificio original en su totalidad desde el Cour Napoléon y desde el arco de triunfo del Carrusel. No obstante, también fueron numerosos los que apreciaron la yuxtaposición contrastante de los estilos arquitectónicos, la fusión de lo clásico con lo contemporáneo.
El proyecto no solamente tuvo que hacer frente a las protestas de los medios conservadores, sino también de una parte de la derecha, que llevó el asunto al terreno político. La prensa apodó en esta ocasión a François Mitterrand  «Mitteramsès» o «Tontonkhamon». En 1984 se creó una Association pour le renouveau du Louvre («Asociación para la renovación del Louvre»), bajo el impulso del ex secretario de Estado Michel Guy, que luchó contra el proyecto de la pirámide de vidrio. François Mitterrand fue incluso acusado de querer hacer promoción de la masonería a través de estas pirámides.

Comparación de los perfiles aproximados de monumentos notables de forma piramidal o aproximadamente piramidal.

Sin embargo, la pirámide no cortaba la perspectiva del eje histórico de París, ya que este eje no empieza en el Cour Carrée, sino en la estatua ecuestre de Luis XIV, situada en el Cour Napoléon. El eje del Palacio del Louvre está en efecto girado 6,3° en relación con el eje del Jardín de las Tullerías y de los Campos Elíseos. La prensa, aunque estaba informada, no hizo ninguna alusión a la idea directora de Pei, según la cual la pirámide se inspira en la geometría de los jardines de Le Nôtre. El Nouvel Observateur contraatacó en marzo de 1985 con una serie de artículos apoyando el proyecto del arquitecto Pei.
La «batalla de la pirámide» no se completó hasta 1986, cuando Jacques Chirac, alcalde de París y primer ministro, fue definitivamente convencido del proyecto tras la colocación de una simulación a tamaño real del volumen de la pirámide con cables de teflón el 1 de mayo de 1985 en el centro del Cour Napoléon y la aceptación de su petición de un aparcamiento subterráneo para liberar las orillas del Sena de los autocares de turismo.
El proyecto original contemplaba erigir una estatua en el pilar central, en el centro de la pirámide. François Mitterrand quiso dejar la elección de la obra a Anne Pingeot (madre de su hija Mazarine y antigua conservadora del departamento de esculturas del museo), que propuso El pensador de Auguste Rodin. Un ensayo hecho con una réplica de yeso mostró que desde el exterior el efecto era perfecto, pero que desde el vestíbulo, visto desde abajo, parecía que El pensador estaba sentado en un orinal; debido a este aspecto escatológico y de mal gusto, la estatua no fue instalada. También se consideró El gallo de Brâncuși, pero fue descartado porque no estaba a la escala y no se encontró ninguna posible sustitución.

## Arquitectura

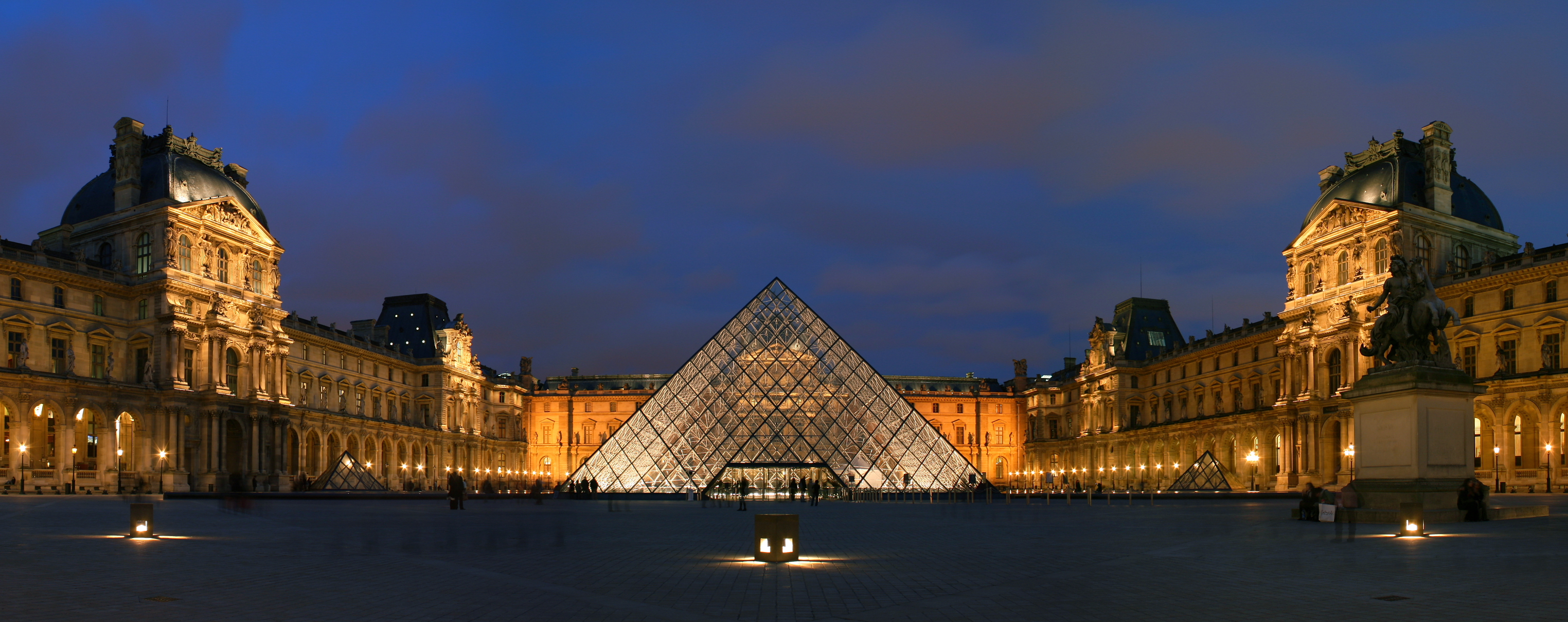
Vista nocturna de la gran pirámide y las pequeñas, a la izquierda y a la derecha.

### La Pirámide del Louvre
La pirámide no está colocada en el eje histórico de París, pero la «gran pirámide» no está sola, sino que está rodeada por tres réplicas más pequeñas que constituyen claraboyas y una quinta pirámide, invertida, construida bajo el centro comercial Carrousel du Louvre.
Está constituida por una estructura de acero de 95 toneladas y por un bastidor de aluminio de 105 toneladas. Su estructura se compone de un malla de 2100 nodos, 6000 barras, 603 rombos y 70 triángulos de vidrio con un espesor de 21 mm. En realidad, hay pocos rombos reales: la mayor parte de las piezas son paralelogramos que son casi rombos y que, en perspectiva, dan la impresión de serlo. La superficie de la base es de 1254 m², y el lado de su cuadrado de 35,42 metros; la superficie total de las cuatro caras inclinadas es de unos 1981 m². La pirámide mide 21,64 metros de altura, y está rodeada por tres réplicas. La quinta mide siete metros de altura.

### La pirámide invertida
La Pirámide invertida del Louvre está construida con la misma lógica constructiva, pero con solo siete triángulos en la base de cada cara. Está compuesta por 84 rombos y 28 triángulos. Esta pirámide invertida no podía estar directamente en contacto con el exterior porque el agua se acumularía en ella, por lo que está recubierta por una superficie de vidrio del mismo tipo casi plana, oculta al nivel del suelo natural por los setos en el centro de la Place du Carrousel.

### La hazaña de la transparencia
El arquitecto puso como exigencia que el vidrio que compone las caras de la construcción fuera lo más transparente posible, lo que en la época representaba un desafío técnico que aún no se había realizado. En efecto, todo vidrio contiene impurezas que tienen la propiedad de absorber más luz a medida que el acristalamiento es más grueso. Los principales responsables de esta absorción de la luz son los metales pesados que se incorporan a la materia prima en el proceso de la fundición del vidrio. Por esto era muy difícil responder a las exigencias del arquitecto y entregar el vidrio más incoloro posible pese a los 2,1 cm de espesor de las placas.
Ieoh Ming Pei rechazó la idea de utilizar las técnicas capaces de neutralizar los óxidos de hierro, como, por ejemplo, la adición de arsénico, porque sabía que estas sufren la acción del sol con el tiempo; demasiado expuestas al sol, las placas se volverían amarillas y luego marrones. Por este motivo, la empresa francesa de cristalería que consiguió el contrato optó por el suministro de un tipo de vidrio que no era sensible a este efecto: produjo un vidrio laminado utilizando un horno eléctrico constituido por electrodos de grafito o molibdeno.

## En la cultura popular
La pirámide tiene 673 paneles de vidrio, número suficientemente cercano a 666, el «número de la bestia» según el Apocalipsis, para alimentar las interpretaciones esotéricas. Una leyenda urbana afirma que este número de 666 paneles de vidrio fue elegido «por petición expresa» del presidente Mitterrand. Esta polémica, surgida en 1984, se reavivó en 2003 cuando se publicó la novela de Dan Brown, El código Da Vinci.
Sin embargo, con algunos cálculos es fácil confirmar el número de  673 placas. A lo largo de cualquiera de las aristas que confluyen en la cima de la pirámide hay dieciocho placas. Este número nos permite calcular el número de placas que hay en cada cara sumando el número de placas de cada hilera, según la relación de recurrencia {\displaystyle u_{n}=u_{n-1}+n}, siendo {\displaystyle n} el número de hilera y {\displaystyle u_{1}=1}. Se obtiene el resultado {\displaystyle u_{18}=171}, que, multiplicado por cuatro caras, nos da 684 placas. A este total hay que restar las placas que faltan debido a la apertura que sirve de entrada al edificio. Esta apertura se divide en tres filas horizontales: una primera fila de cuatro triángulos, que no se deben restar del total porque no se han eliminado las placas enteras, ya que simplemente se han cortado los rombos de encima de la apertura, y esto no afecta por tanto al número de placas; una segunda fila de cinco rombos; y por último una tercera fila, en la base, de seis triángulos. Esto nos da un total de once placas eliminadas para constituir la entrada del edificio, por lo que llegamos finalmente a un total de 673 placas.

### La meridiana del Louvre

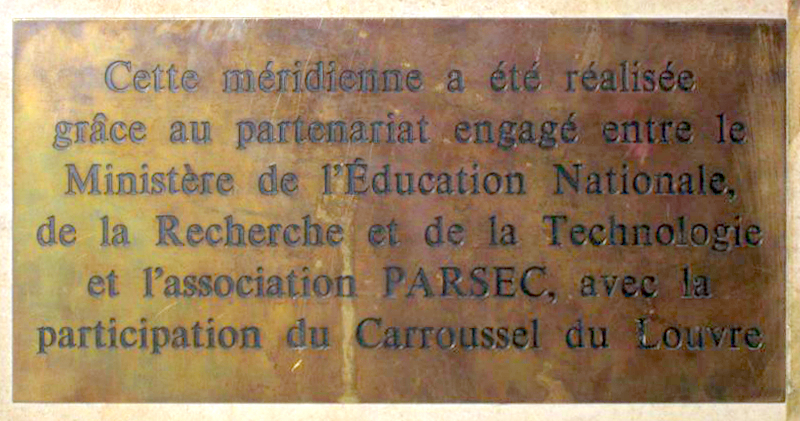
Placa conmemorativa de la meridiana del Carrousel del Louvre.

En 1997, el astrónomo Jean-Louis Heudier calculó y trazó una meridiana a los pies de la pirámide invertida, con la colaboración de la asociación PARSEC.

## Proyectos y obras de renovación

### Nueva iluminación

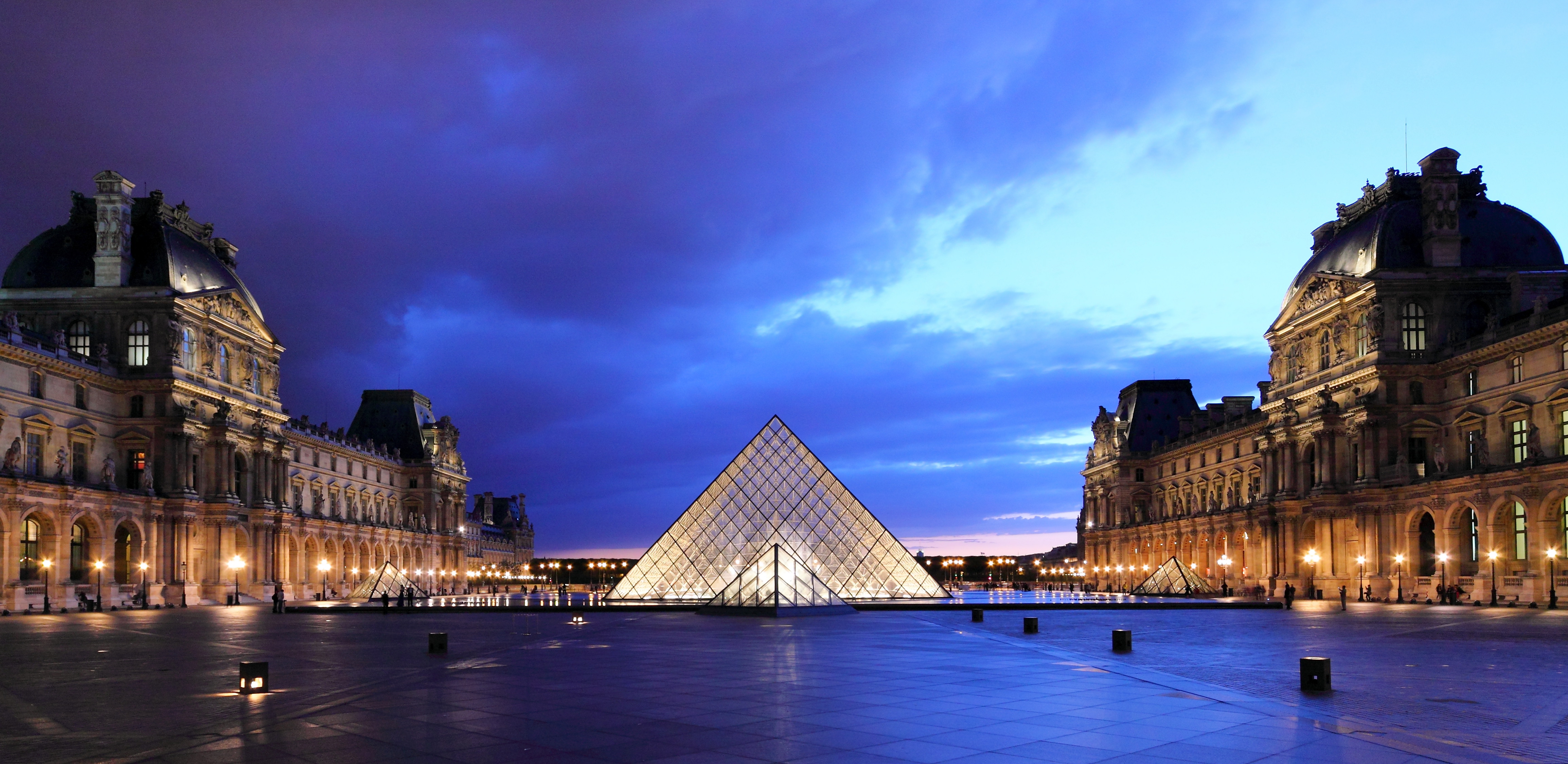
La nueva iluminación.

Para sustituir las 4500 luces que iluminan la pirámide y las fachadas del palacio, que llegaban al fin de su vida útil, el Museo del Louvre decidió equiparse de un nuevo sistema de iluminación exterior a partir de 2011. De acuerdo con la empresa Toshiba, que instaló este nuevo equipamiento a base de ledes de alta eficiencia energética, las nuevas instalaciones luminosas redujeron en un 73 % el consumo anual de electricidad necesario para la iluminación exterior.

### Proyecto «Pyramide»
En el momento de su inauguración en 1989, los espacios de recepción del Louvre fueron diseñados para acoger entre tres y cinco millones de visitantes. Veinte años después, el museo recibía nueve millones y medio de visitantes al año. Este tamaño insuficiente tenía como consecuencia unas colas de espera más largas, dificultades de localización y ruido e impulsó a la dirección del Louvre a lanzar el proyecto «Pyramide», que consistió en reorganizar los accesos y el vestíbulo Napoleón bajo la pirámide, entre 2014 y 2016.